# Cassia fistula
La caña fístula, casia purgante u hojasén (Cassia fistula) es una especie fanerógama perteneciente a la familia de las fabáceas.

## Distribución
Es una planta nativa de Egipto, Oriente Medio y zonas cálidas de Asia desde el sur de Pakistán al este a través de la India a Myanmar y el sur de Sri Lanka. Es el árbol nacional de Tailandia. En algunos países americanos (Venezuela, Colombia, Argentina) recibe el nombre de caña fístola o caña fístula. En Colombia, en México y probablemente en otros países, también se conoce como lluvia de oro.
En Honduras se encuentra distribuida en todo el Caribe hondureño desde la frontera con Guatemala hasta la ciudad de Trujillo, Colon, y su uso es más con fines decorativos en las avenidas de las calles, no es una planta que resiste la sequía por eso su distribución se da a lo largo de las áreas lluviosas. Se encuentra distribuida en toda Centroamérica.

## Descripción

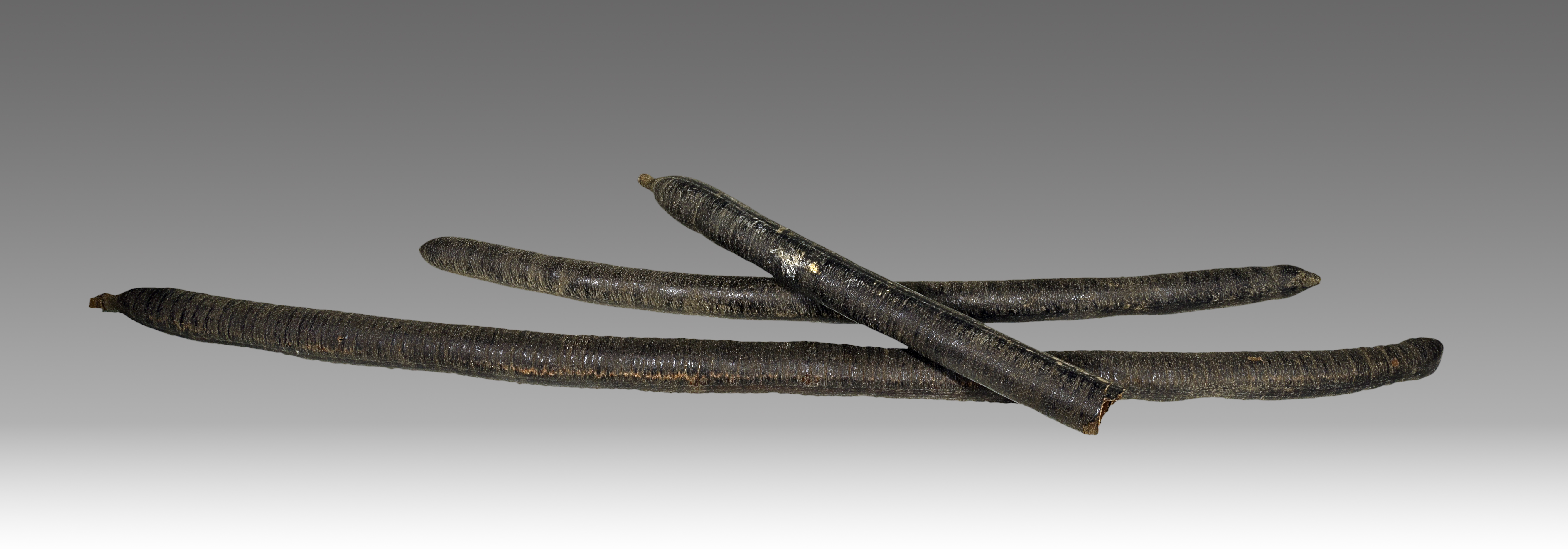
Frutas

Es un árbol que alcanza los 6-20 m de altura, muy ramificado y con un tronco de hasta medio metro de diámetro. Las hojas son grandes, alternas, caducas y con peciolo. Las flores aromáticas cuelgan de un pedúnculo alargado y se agrupan en racimos de 3-8 dm de largo.

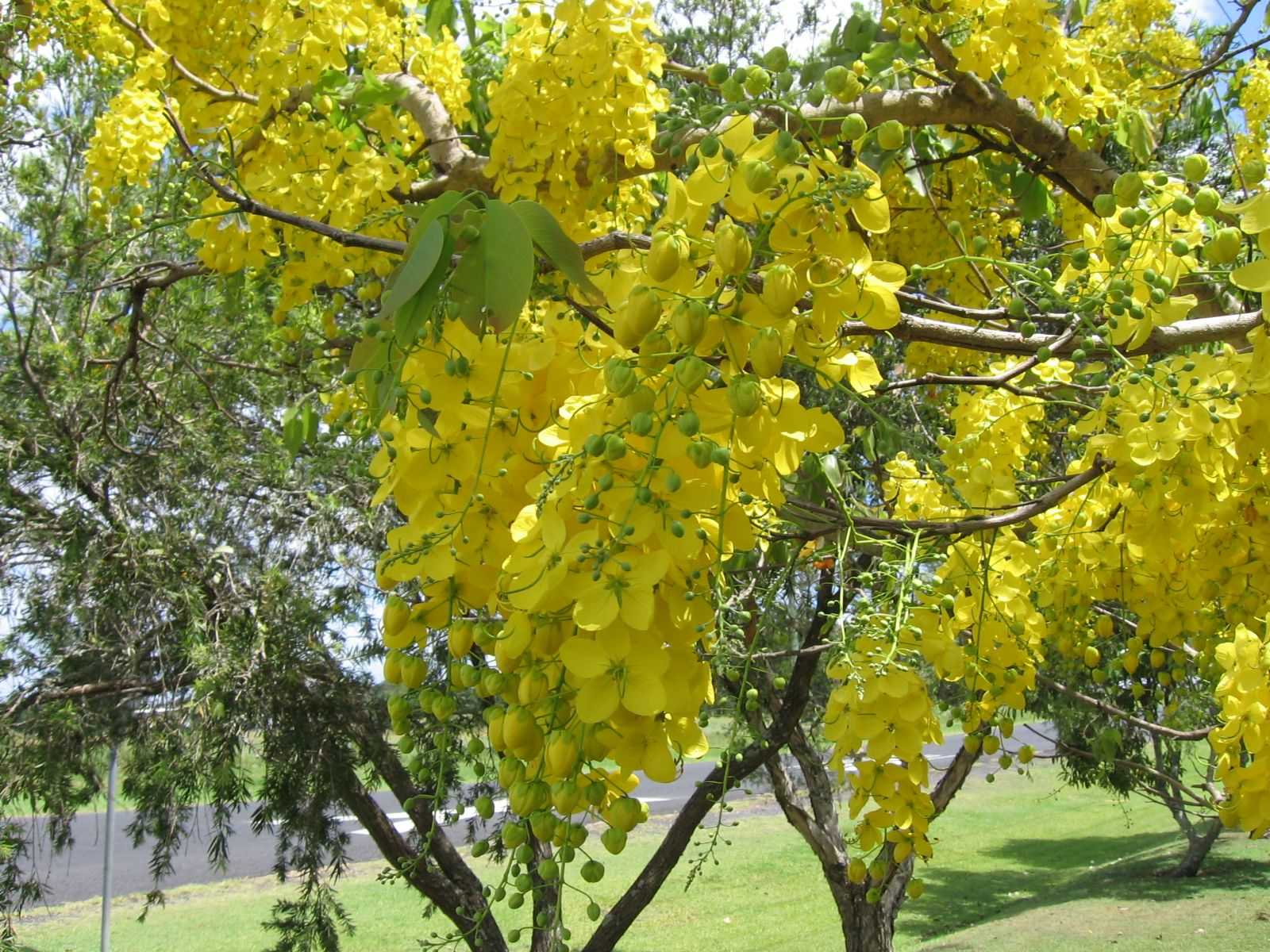
Caña fístula.

## Propiedades
- Es un laxante suave bien aceptado por su sabor agradable.
- Tiñe la orina de color verdoso o marrón.
- La pulpa de las vainas se usan como laxante[1] (en infusión por vía oral), y para tratar afecciones respiratorias (catarro, gripe, resfrío, sarampión, tos, tos ferina) y urinarias, derrame biliar, hinchazón, varicela y diabetes.

Con las flores se prepara un jarabe para el estreñimiento.
La decocción de las hojas se usa para tratar cálculos biliares, y enfermedades renales.
Tópicamente se usan las hojas para tratar picadura de avispas, la cataplasma de la pulpa del fruto se usa para golpes y contusiones, reumatismo, mordeduras de culebras, tumores y cáncer. El rizoma se usa contra enfermedades de la piel, y la corteza se usa como astringente.
Principios activos
Contiene derivados antraquinónicos, en pequeña proporción, sobre todo antraquinonas libres, entre las que destaca : Estigmasterol. Triptófano.

## Taxonomía
Cassia fistula fue descrita por Carlos Linneo y publicado en Species Plantarum 1: 377–378, en el año 1753.
Etimología
Cassia: nombre genérico que proviene del griego antiguo kassía, nombre de la planta laurácea Cinnamomum cassia, en los antiguos, y pasado a Leguminosas por Caesalpinio.
fistula: epíteto latíno que significa "tubular"
Sinonimia
- Bactyrilobium fistula (L.) Willd.
- Cassia bonplandiana DC.
- Cassia excelsa Kunth
- Cassia fistuloides Collad.
- Cassia rhombifolia Roxb.
- Cathartocarpus excelsus G.Don
- Cathartocarpus fistula (L.) Pers.
- Cathartocarpus fistuloides (Collad.) G. Don
- Cathartocarpus rhombifolius G. Don[6]

## Nombres comunes
Conocido también en Guanacaste, COSTA RICA como: caña fistol y en Nicaragua como caña fístula.